# سكوت روبرتسون (لاعب اتحاد الرغبي)
سكوت روبرتسون (بالإنجليزية: Scott Robertson)‏ هو لاعب اتحاد الرغبي نيوزيلندي، ولد في 21 أغسطس 1974 في تاورانجا في نيوزيلندا.

## وصلات خارجية
- سكوت روبرتسون عل موقع إسبنسكروم (الإنجليزية)
- سكوت روبرتسون على موقع ItsRugby.co.uk (الإنجليزية)